# 阿弗里爾帕克 (紐約州)
阿弗里爾帕克（英語：Averill Park）是位於美國紐約州倫塞勒縣的普查規定居民點。

## 人口
根據2020年美國人口普查的數據，阿弗里爾帕克的面積為10.77平方千米，當中陸地面積為10.46平方千米，而水域面積為0.31平方千米。當地共有人口2098人，而人口密度為每平方千米194.8人。